# Varam(…)
Varam[…] war ein antiker römischer Toreut (Metallbildner), der in der zweiten Hälfte des 1. Jahrhunderts in Oberitalien tätig war.
Varam[…] ist heute nur noch aufgrund eines Signaturstempels auf einer Bronze-Badeschale bekannt, der den Namen nicht vollständig wiedergab, bei dem eine eindeutige Ergänzung aber nicht möglich ist. Diese wurde in einem Grab in Słonowice, damals Deutsches Reich, heute Polen, gefunden. Heute befindet sich das Stück im Museum für Vor- und Frühgeschichte in Berlin.

## Einzelbelege
1. ↑  Inventarnummer II 3502; Richard Petrovszky: Studien zu römischen Bronzegefäßen mit Meisterstempeln. Leidorf, Buch am Erlbach 1993, S. 311, Nr. U.02.01.

| Personendaten    | Personendaten                              |
| ---------------- | ------------------------------------------ |
| NAME             | Varam[…]                                   |
| KURZBESCHREIBUNG | antiker römischer Toreut                   |
| GEBURTSDATUM     | 1. Jahrhundert v. Chr. oder 1. Jahrhundert |
| STERBEDATUM      | 1. Jahrhundert oder 2. Jahrhundert         |